# Geert Bourgeois

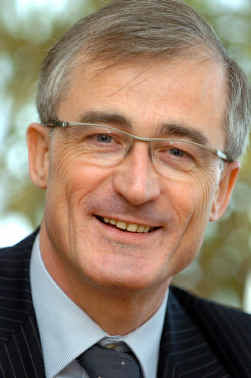
Geert Bourgeois

Geert Albert Bourgeois (* 6. Juli 1951 in Roeselare) ist ein belgischer Rechtsanwalt und Politiker der Nieuw-Vlaamse Alliantie (N-VA). Er ist seit 2019 Mitglied des Europäischen Parlaments. Bourgeois war langjähriges Mitglied der Abgeordnetenkammer für die flämisch-nationalistische Volksunie (VU) und gründete nach ihrem Auseinanderfall die N-VA. Von 2004 bis 2014 war er Minister in der Flämischen Regierung und von 2014 bis 2019 Ministerpräsident Flanderns. Auf lokaler Ebene war Bourgeois Gemeinderatsmitglied in Izegem.

## Leben
Geert Bourgeois studierte Rechtswissenschaften an der Universität Gent und war von 1975 bis 2003 als Rechtsanwalt tätig.
Seinen Einstieg in die Politik fand Bourgeois im Jahr 1977, als er in den Gemeinderat von Izegem gewählt wurde. Dort war er von 1983 bis 1994 Erster Schöffe.
Bourgeois engagierte sich innerhalb der flämisch-nationalen Partei Volksunie (VU), wo er dem konservativen und zentrumsrechten Flügel zugeordnet wurde, und schaffte im Jahr 1995 den Sprung in die föderale Abgeordnetenkammer. Den Vorsitz der von inneren Spannungen zerrissenen VU übernahm er am 15. Januar 2000 zum Leidwesen des abgewählten Vorsitzenden Patrik Vankrunkselsven (VU). Unter seinem Vorsitz zerfiel die VU schließlich bei einer internen Abstimmung am 13. Oktober 2001 in mehrere Splitterparteien. Aus der von ihm angeführten Gruppe Vlaams-Nationaal wurde schließlich die Partei Nieuw-Vlaamse Alliantie (N-VA).
Den Vorsitz der neuen Partei übernahm Geert Bourgeois von 2001 bis 2004. Die N-VA schnitt allerdings bei den Föderalwahlen vom 18. Mai 2003 aufgrund der neu eingeführten Fünf-Prozent-Hürde sehr schlecht ab: Den einzigen Sitz in der Abgeordnetenkammer, den die N-VA erreichte, ging an Bourgeois. Um das Überleben der Partei zu sichern, ging die N-VA im Jahr 2004 ein politisches Kartell mit der CD&V ein. 
Bei den Regionalwahlen von 2004 konnte die CD&V-N-VA sich an die flämische Regierungsspitze vorkämpfen. Bourgeois wurde in der Flämischen Regierung unter Ministerpräsident Yves Leterme (CD&V) Minister. Den Parteivorsitz gab er im selben Jahr an Bart De Wever (N-VA) ab. Vor dem Hintergrund interner Streitigkeiten innerhalb des Kartells zur belgischen Staatsreform und seiner anschließenden Auflösung beschloss Bourgeois am 22. September 2008, seinen Rücktritt einzureichen. Er gab seine Zuständigkeiten an den mittlerweile amtierenden Ministerpräsidenten Kris Peeters (CD&V) ab und saß fortan im Flämischen Parlament in der Opposition.
Bei den Regionalwahlen vom 7. Juni 2009 konnte die N-VA ein sehr gutes Resultat einfahren, sodass sie gemeinsam mit der CD&V und der sp.a unter der Führung von Kris Peeters an der Regierung beteiligt wurde. Geert Bourgeois wurde flämischer Vize-Ministerpräsident und Innenminister.
Nach dem Sieg der N-VA bei den Föderal- und Regionalwahlen vom 25. Mai 2014 konnte Bourgeois schließlich das Amt des Flämischen Ministerpräsidenten für sich beanspruchen. Bourgeois wurde am 25. Juni 2014 vereidigt und führte eine Koalition aus N-VA, CD&V und Open VLD an.
2019 wurde er als Spitzenkandidat seiner Partei ins Europäische Parlament gewählt. Er trat daher als Ministerpräsident zurück, Nachfolgerin wurde am 2. Juli 2019 Liesbeth Homans.

## Übersicht der politischen Ämter
- 1977 – 2018: Gemeinderatsmitglied in Izegem
- 1983 – 1994: Schöffe in Izegem
- 1995 – 2004: Mitglied der Abgeordnetenkammer
- 2004 – 2010: Mitglied des Flämischen Parlaments (teilweise verhindert)
- 2004 – 2008: Flämischer Minister für Verwaltungsangelegenheiten, Außenbeziehungen, Medien und Tourismus
- 2009 – 2014: Flämischer Vize-Ministerpräsident, Minister für Verwaltungsangelegenheiten, Inneres, Tourismus, Denkmalschutz und den „Vlaamse Rand“
- 2010 – 2014: Mitglied der Abgeordnetenkammer (teilweise verhindert)
- 2014 – 2019: Mitglied des Flämischen Parlaments (teilweise verhindert)
- 2014 – 2019: Ministerpräsident Flanderns
- seit 2019: Mitglied des Europäischen Parlaments